# Das Forum der Europäer
Das Forum der Europäer war eine wöchentliche Fernsehsendung auf ARTE, die von Anne-Sophie Mercier und Matthias Beermann moderiert wurde. Es gab jedes Mal einen oder zwei Gäste, mit denen die beiden Journalisten über ein aktuelles Thema redeten, wie z. B. die schnellere Verbreitung von Aids oder die Beziehungen zwischen der Europäischen Union und den Vereinigten Staaten. Die Meinungen oder Lösungen der verschiedenen europäischen Länder wurden verglichen.